# Hadis Najafi
Hadis Najafi (em persa: حدیث نجفی) (5 de janeiro de 2000 – 21 de setembro de 2022) foi uma mulher iraniana que foi morta pelas forças militares da República Islâmica do Irã em Mehrshahr, Karaj. Ela foi uma das participantes de destaque nos protestos após o assassinato de Mahsa Amini. Hadis Najafi tornou-se um ícone ou símbolo dos protestos na revolta iraniana de 2022 que foram desencadeados pela morte de Mahsa Amini. O número de hashtags do twitter diretamente relacionadas à sua morte chegou aos milhões.

## Juventude e morte
Ela nasceu em Karaj. Hadis Najafi trabalhava em um restaurante localizado no beco de Eram, no distrito de Mehrshahr, em Karaj. Ela tinha três irmãs mais velhas e um irmão mais novo e era o quarto filho da família. Ela tinha um diploma em design de costura.
Hadis Najafi foi baleada no rosto, pescoço e peito pelas forças de segurança em 21 de setembro de 2022, por volta das 20h, no beco de Eram, no distrito de Mehrshahr, em Karaj, e morreu devido aos ferimentos. Sua família foi pressionada a aceitar a morte natural de sua filha. Ela é enterrada à noite. De acordo com sua família, seu "rosto e corpo foram atingidos por mais de 20 balas de espingarda". A família Najafis, que disse que o corpo estava "cheio de buracos… quando abriram o caixão para o enterro", disse também que foram pressionados por certas autoridades para dizer que Hadis Najafi havia morrido de causas naturais.

## Reações Internacionais
Luciano Spalletti, treinador do Napoli, da Série A italiana, trouxe na conferência de imprensa na véspera do jogo contra o Turim, em 30 de setembro de 2022, duas rosas em memória de Mahsa Amini e Hadis Najafi.